# I Can Help
I Can Help är en rockabillylåt komponerad och framförd av Billy Swan. Låten utgavs på singel i juli 1974 av skivbolaget Monument Records. Låten blev etta på såväl poplistan som countrylistan i USA. 1975 blev låten också en stor hit i Europa där den toppade flera singellistor. I Norge var låten så populär att den toppade singellistan i tio veckor. Den kom att bli Billy Swans enda stora hit som sångare, även om han under många år före och efter var framgångsrik som låtskrivare åt andra artister.
Elvis Presley tolkade låten på studioalbumet Today 1975. Loretta Lynn spelade samma år in en version på albumet Back to the Country.

## Listplaceringar
| Lista (1974-1975) | Position              |
| ----------------- | --------------------- |
| Belgien           | 1                     |
| Danmark           | 1 (DR "Top 20")       |
| Frankrike         | 1                     |
| Irland            | 11                    |
| Kanada            | 2 (RPM)               |
| Nederländerna     | 1                     |
| Norge             | 1 (VG-lista)          |
| Schweiz           | 1                     |
| Spanien           | 4                     |
| Storbritannien    | 6                     |
| Sverige           | 1 (Kvällstoppen)      |
| USA               | 1 (Billboard Hot 100) |
| Västtyskland      | 1                     |
| Österrike         | 1                     |